# SmartTender
SmartTender (Смарт Тендер) — це офіційний електронний торговельний майданчик ProZorro, а також один з найбільших українських операторів комерційних закупівель і продажів.

## Історія проекту
Історія майданчика SmartTender.biz розпочалась у 2013 році зі створення сервісу для електронних комерційних торгів.
У 2015 році платформа в якості співзасновника долучилась до обслуговування торгів у системі ProZorro.
У 2017 році майданчик створив власний рейтинг постачальників для сервісу комерційних закупівель.
У грудні 2018 року майданчик першим в Україні розпочав аукціони з оренди вагонів.
Навесні 2019 року за участі SmartTender було здійснено пілотний запуск інтернет-магазину ProZorro для державних замовників — Е-каталогів. Вже 25 квітня постачальник з майданчика отримав першу угоду з даного сервісу.

## Функціонал майданчика
Майданчик надає своїм користувачам доступ до наступних сервісів:
1. Публічні закупівлі ProZorro. До цієї групи входять усі державні закупівельні процедури на запорогові суми.
2. Продажі через систему ProZorro.Sale. До цього напрямку належать:
  - аукціони малої приватизації (продаж державних активів);
  - розпродажі активів збанкрутілих банків;
  - оренда рухомого складу «Укрзалізниці» й інших залізничних перевізників;
  - продаж спецдозволів на видобування й пошук корисних копалин.
3. ProZorro Market. Спеціальний сервіс для здійснення допорогових закупівель за спрощеною процедурою, подібною до принципів роботи інтернет-магазину.

Крім того, портал SmartTender.biz працює в якості платформи для проведення тендерів приватними організаторами за двома напрямами:
1. Комерційні закупівлі. Аналог сервісу публічних закупівель для приватного бізнесу, за допомогою якого можна побудувати прозору та ефективну систему постачання.
2. Комерційні продажі. Сервіс для продажу товарів, послуг і робіт, за допомогою якого можна організувати додатковий канал збуту.

## Додаткові сервіси
Крім стандартного функціоналу для зручності користувачів майданчик створює власні сервіси.

### Термінове отримання довідки МВС
Майданчик SmartTender реалізував сервіс термінового (протягом 2-х діб) отримання довідки про відсутність судимості від Міністерства внутрішніх справ України через особистий кабінет користувача. Цей документ зазвичай потрібний переможцям публічних закупівель для підтвердження відсутності підстав для скасування результатів тендера.

### Здійснення оплати онлайн
Наразі майданчик Смарт Тендер має власну систему поповнення балансу клієнта з платіжної картки. На відміну від прямого перерахування з банківського рахунку, гроші зараховуються системою майже миттєво.

### Аналітичні інструменти
Торговельний майданчик має власні аналітичні інструменти для учасників і організаторів закупівель та продажів.

#### Smart-пошук
Смарт-пошук — це інструмент для автоматизованого індивідуального підбору тендерів для користувача в залежності від напрямку та особливостей його діяльності. Після початкового налаштування сервіс буде самостійно відстежувати аукціони, в яких постачальнику варто взяти участь.

#### Розділ «Скарги»
Навесні 2019 року до особистого кабінету користувача майданчика SmartTender.biz було додано розділ «Скарги», за допомогою якого можна відслідковувати звернення до Антимонопольного комітету України у системі ProZorro з метою:
- відстеження скарг, поданих на компанію користувача
- відстеження обраних скарг;
- отримання зразка для подання власної скарги.

### Signy
Майданчик організував для користувачів власний сервіс безпечної роботи з електронними документами — SmartSign. Функціонал підтримує роботу з КЕП/ЕЦП та не потребує створення додаткової інфраструктури. З 15 листопада 2020 року сервіс SmartSign перейменовано у Signy

## Статистика
Станом на червень 2019 року на майданчику щодня відбувається більше 10 000 тендерів.
Серед користувачів SmartTender.biz — понад 70 000 зареєстрованих постачальників товарів та послуг.
За статистикою майданчика учасники державних тендерів Прозорро виграють у кожних 3-х торгах.